# Tabellione
Il tabellione, nell'antica Roma, era il pubblico scrivano con attribuzioni ufficiali. Negli atti amministrativi, colui che sottoscriveva l'atto come pubblico ufficiale dandogli validità.
Durante il Medioevo era il nome con cui venivano indicati i notai. Il tabellionato era l'equivalente di quello che oggi viene indicato come notariato.